# Колериџ (Небраска)
Колериџ (енгл. Coleridge) град је у америчкој савезној држави Небраска.

## Демографија
По попису из 2010. године број становника је 473, што је 68 (-12,6%) становника мање него 2000. године.
| Група             | 2000.       | 2010.       |
| Белци             | 533 (98,5%) | 469 (99,2%) |
| Афроамериканци    | 0 (0,0%)    | 0 (0,0%)    |
| Азијати           | 0 (0,0%)    | 0 (0,0%)    |
| Хиспаноамериканци | 2 (0,4%)    | 0 (0,0%)    |
| Укупно            | 541         | 473         |